# Кузнечное
Кузне́чное (до 1948 года Каарлахти, фин. Kaarlahti) — посёлок городского типа в Приозерском районе Ленинградской области России. Административный центр Кузнечнинского городского поселения.

## Название
Финское название Каарлахти означает «изогнутый залив».

## История
В XIX веке деревня Каарлахти входила в состав волости (прихода) Каукола Кексгольмского уезда Выборгской губернии Великого княжества Финляндского.
В 1913 году началось строительство железной дороги Санкт-Петербург — Хийтола.
В 1916 году близ деревни Каарлахти была построена одноимённая станция.
С марта 1917 года деревня и станция Кааралахти находились в составе Финляндской республики.
С января 1940 года — в составе Карело-Финской ССР.
С 1 августа 1941 года по 31 июля 1944 года финская оккупация.
С 1 ноября 1944 года станция Кааралахти учитывалась в составе Сепянъярвского сельсовета Кексгольмского района.
С 1 октября 1948 года — в составе Севастьяновского сельсовета Приозерского района.
С 1 января 1949 года станция Кааралахти стала учитываться, как посёлок Кузнечное в составе Севастьяновского сельсовета Приозерского района.
С 1 июня 1954 года — в составе Богатырёвского сельсовета Приозерского района.
С 1 апреля 1961 года посёлок Кузнечное получил статус рабочего посёлка, в составе Кузнечного поселкового совета и в подчинении Приозерскому горсовету. В 1961 году население рабочего посёлка составляло 1411 человек.
По данным 1966 и 1973 годов посёлок находился в подчинении Приозерского горсовета, а в административном подчинении Кузнечинского поселкового совета — посёлок Боровое.
По данным 1990 года численность населения посёлка составляла 4700 человек.

## География
Посёлок расположен в северной части района на автодороге 41К-160 (Подъезд к ст. Кузнечное), близ границы с республикой Карелия. Расстояние до районного центра — 20 км.
В посёлке находится железнодорожная станция Кузнечное на 154,9 км перегона пл. 152 км — о. п. 159 км линии Санкт-Петербург — Хийтола.
К востоку от посёлка находится побережье Ладожского озера, к югу — залив Марлахти, в самом посёлке находится озеро Кузнечное.

## Население
| 1970  | 1979  | 1989  | 1997  | 2002  | 2006  |
| ----- | ----- | ----- | ----- | ----- | ----- |
| 3365  | ↗4348 | ↗5017 | ↗5200 | ↘4738 | ↘4500 |
| 2009  | 2010  | 2011  | 2012  | 2013  | 2014  |
| ↘4351 | ↗4458 | ↗4471 | ↘4434 | ↘4422 | ↘4403 |
| 2015  | 2016  | 2017  | 2018  | 2019  | 2020  |
| ↘4390 | ↘4336 | ↘4289 | ↘4182 | ↘4119 | ↘4115 |
| 2021  | 2023  | 2024  | 2025  |       |       |
| ↘4011 | ↘3914 | ↘3865 | ↘3825 |       |       |

## Экономика
В посёлке и вблизи него функционируют ряд гранитных карьеров (добывается камень, используемый как в строительном деле, так и в изготовлении памятников; предприятия Кузнечного — лидеры в северо-западном регионе России по производству щебня), камнеобрабатывающий завод.

## Фотогалерея

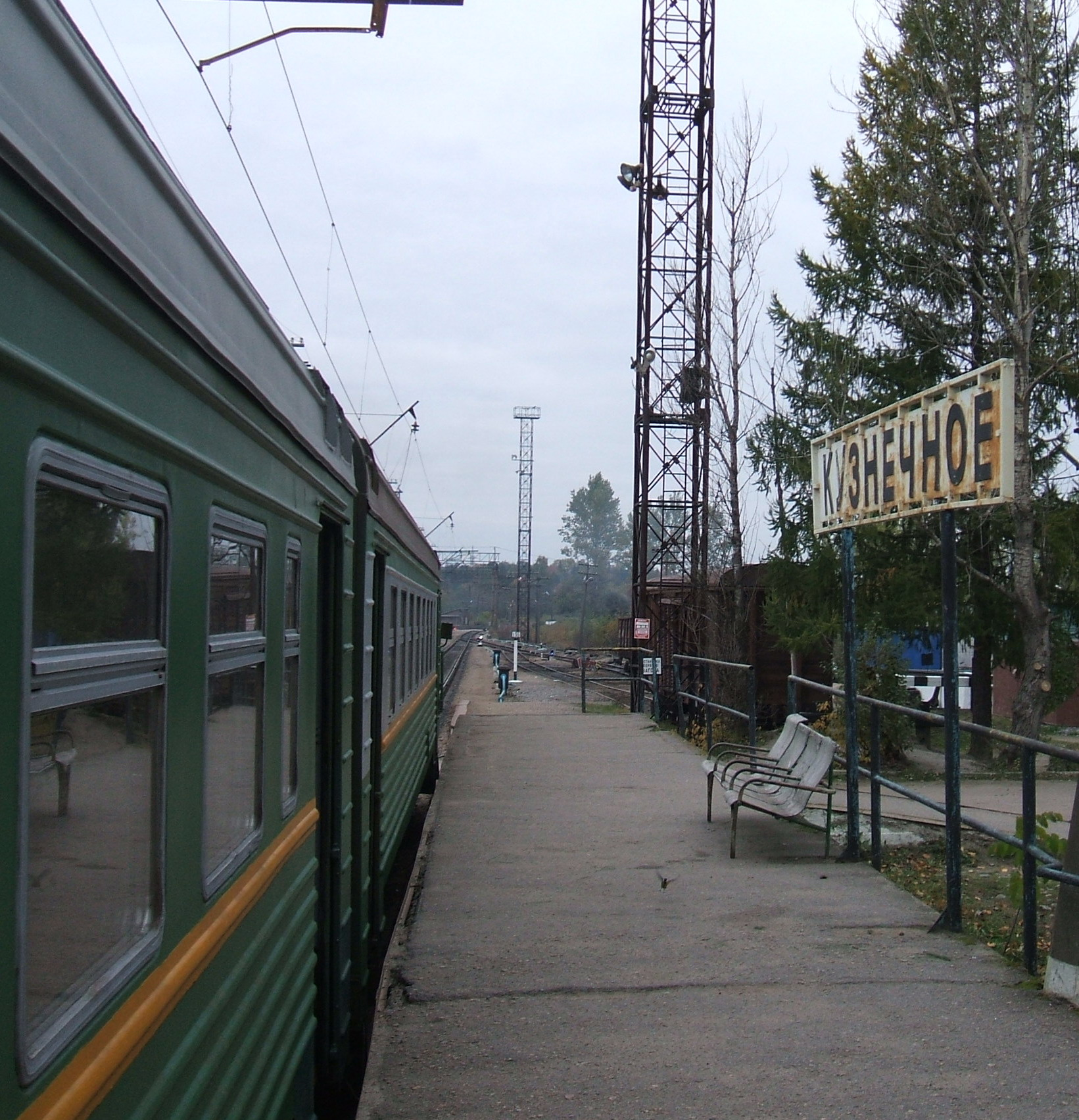
Ж. д. станция
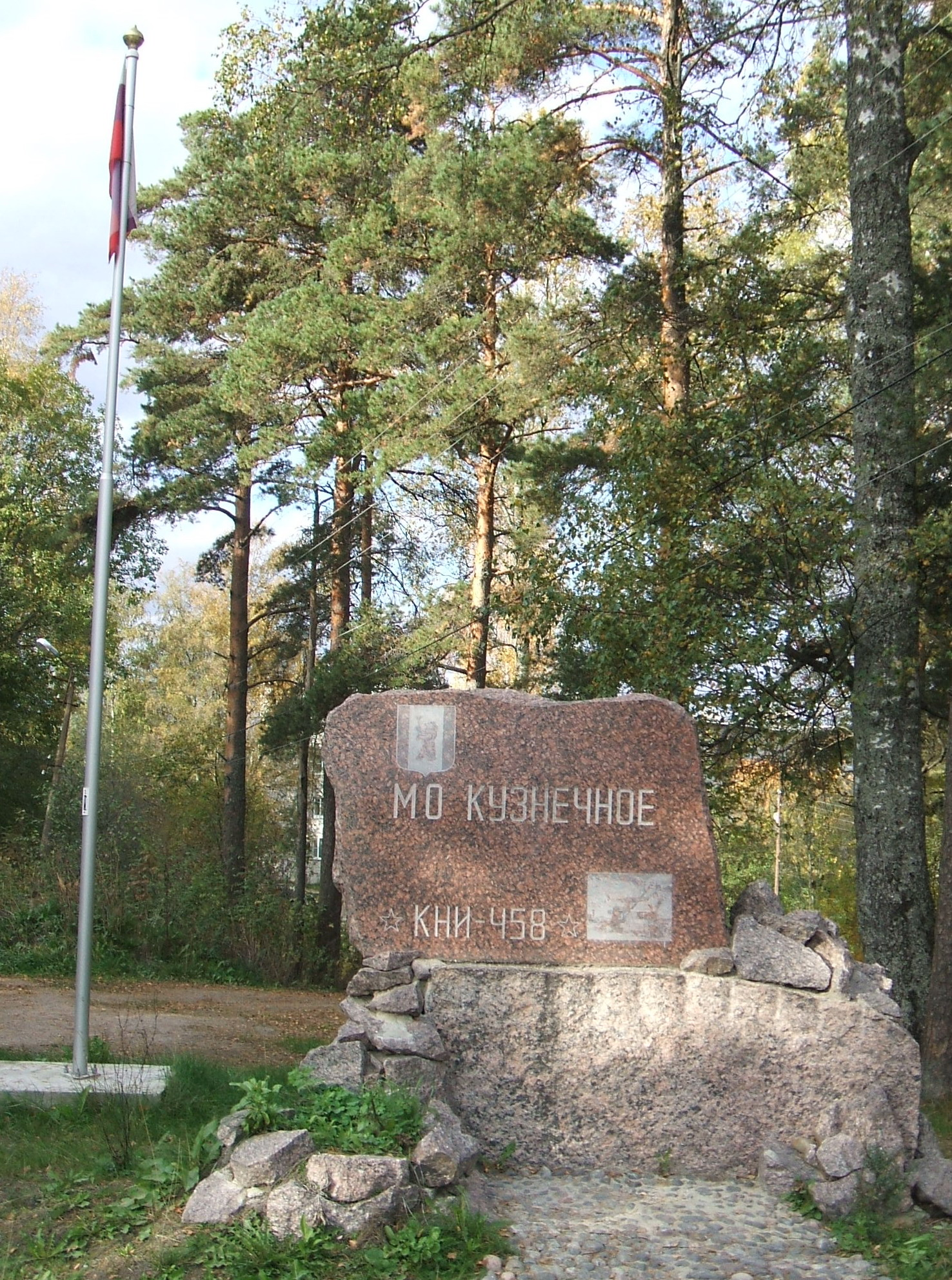
Посёлок «Алмаз» в Кузнечном
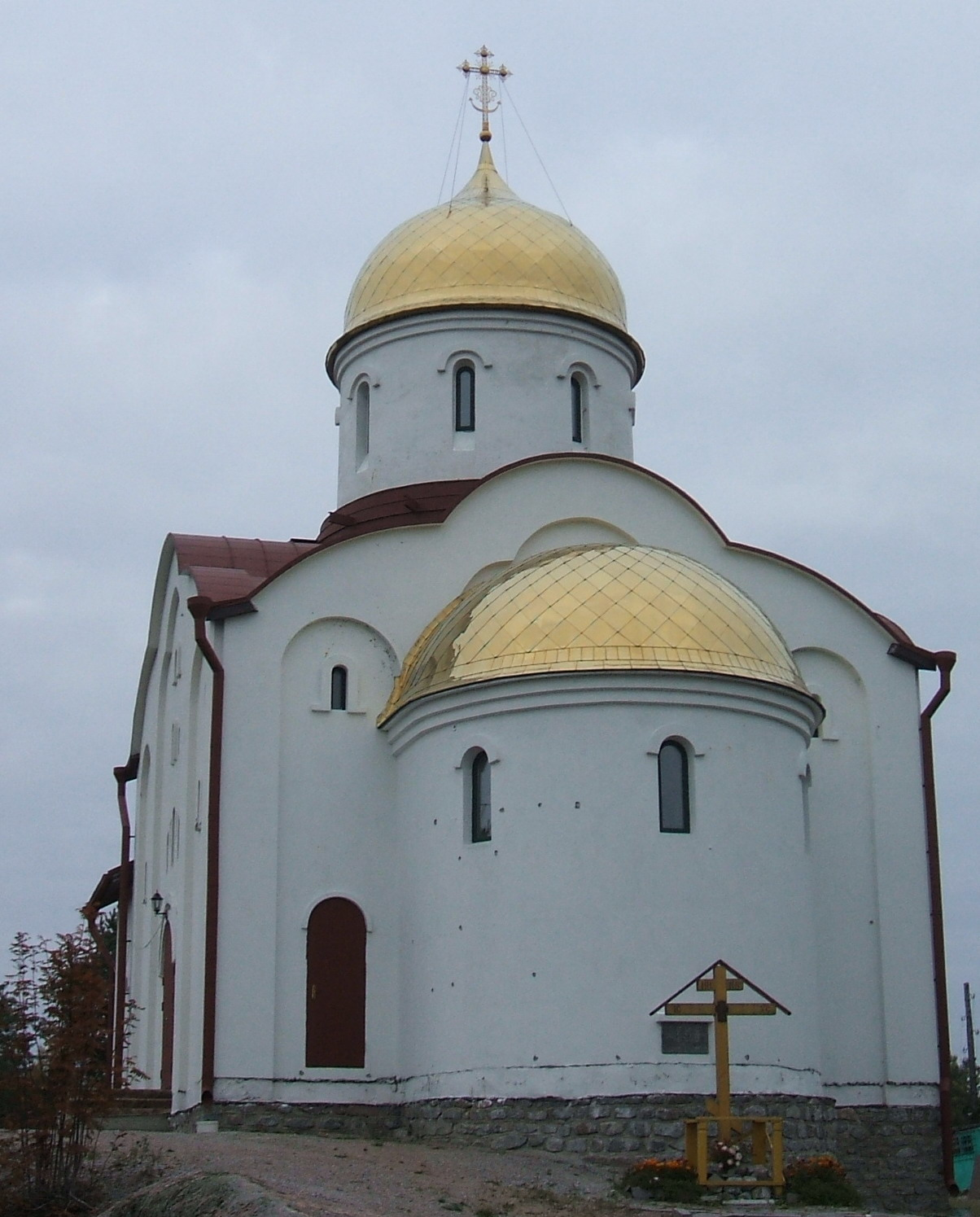
Церковь в Кузнечном
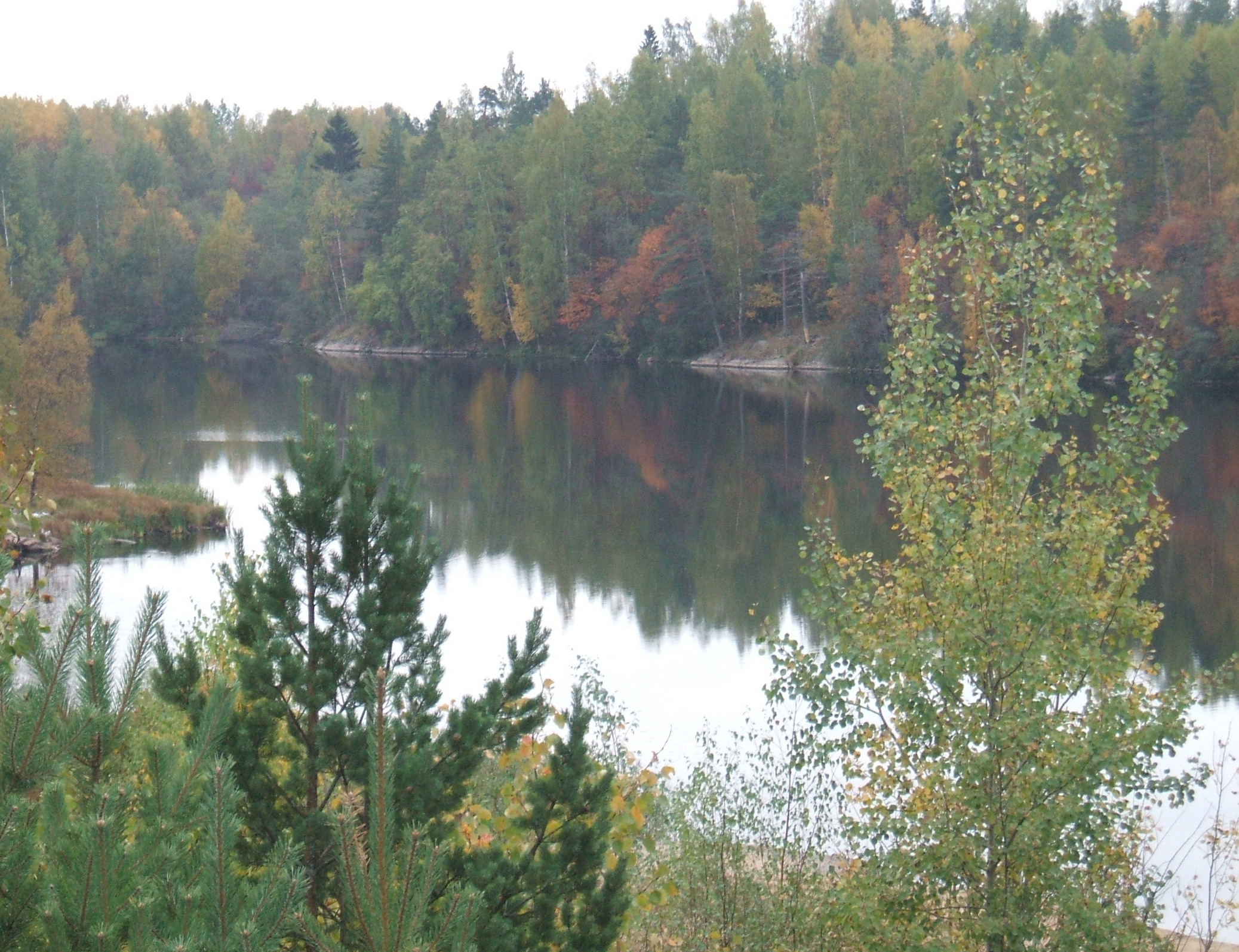
Озеро у церкви
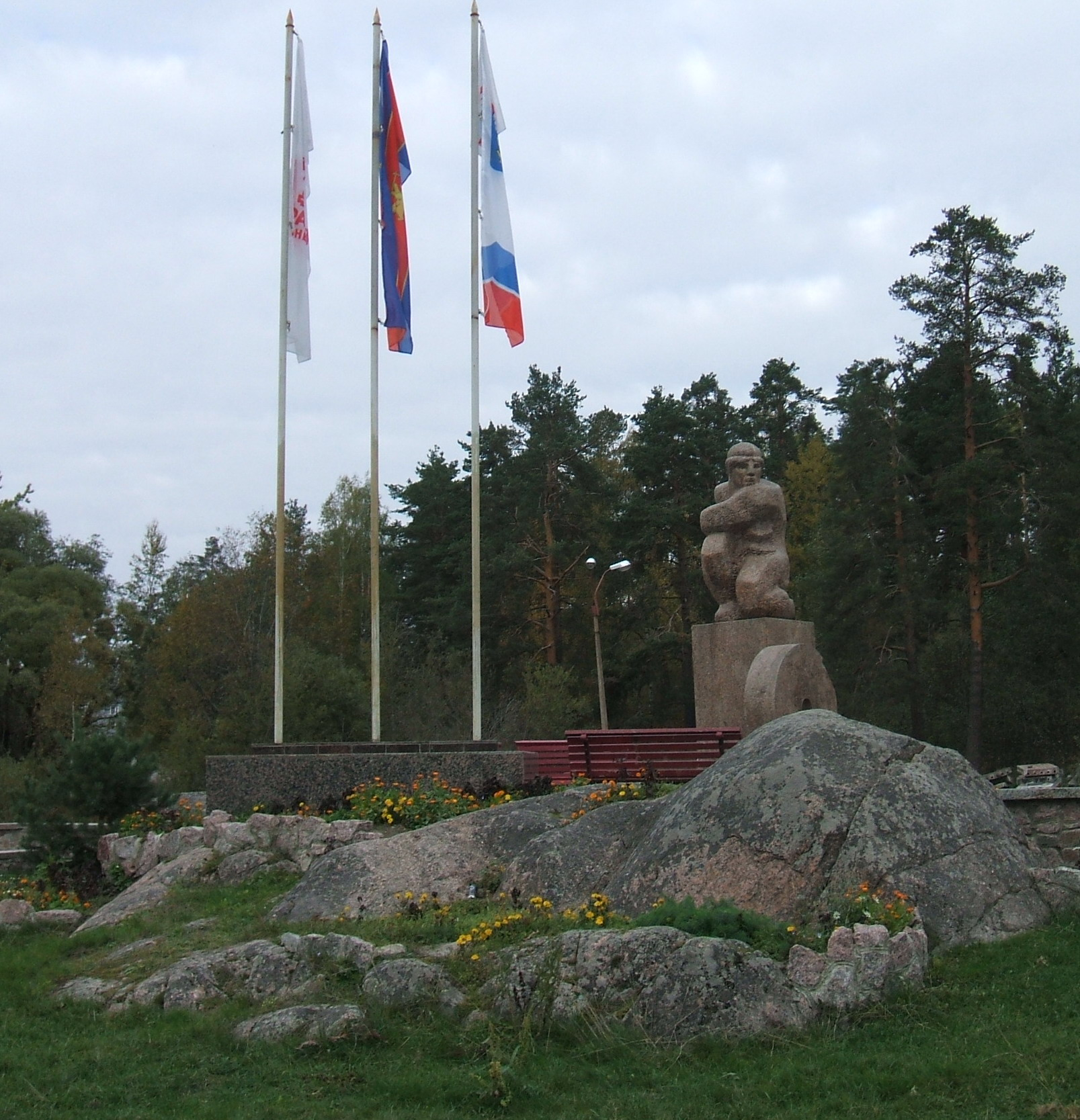
Въезд в Ровное п. Кузнечное
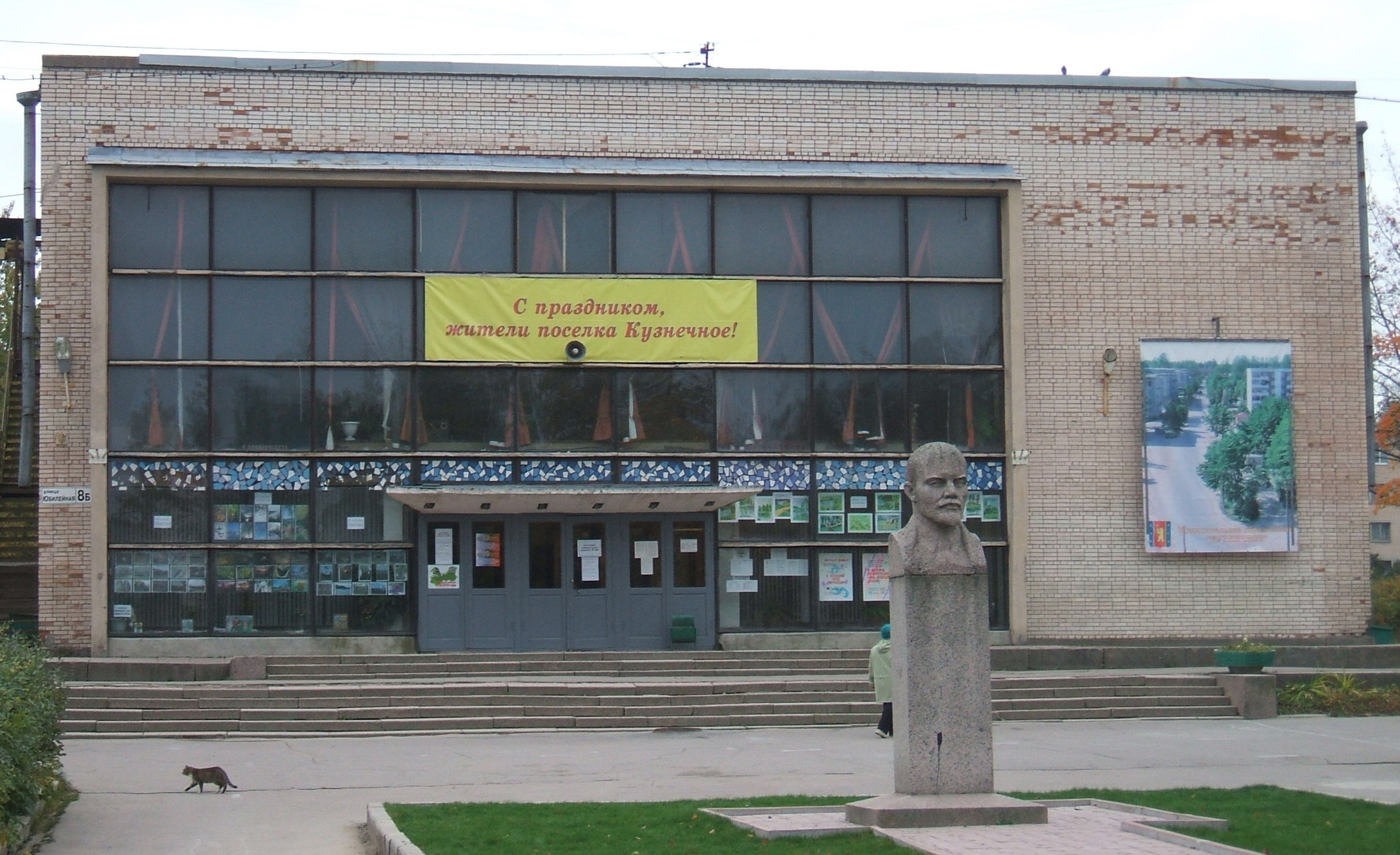
ДК на ул. Юбилейной
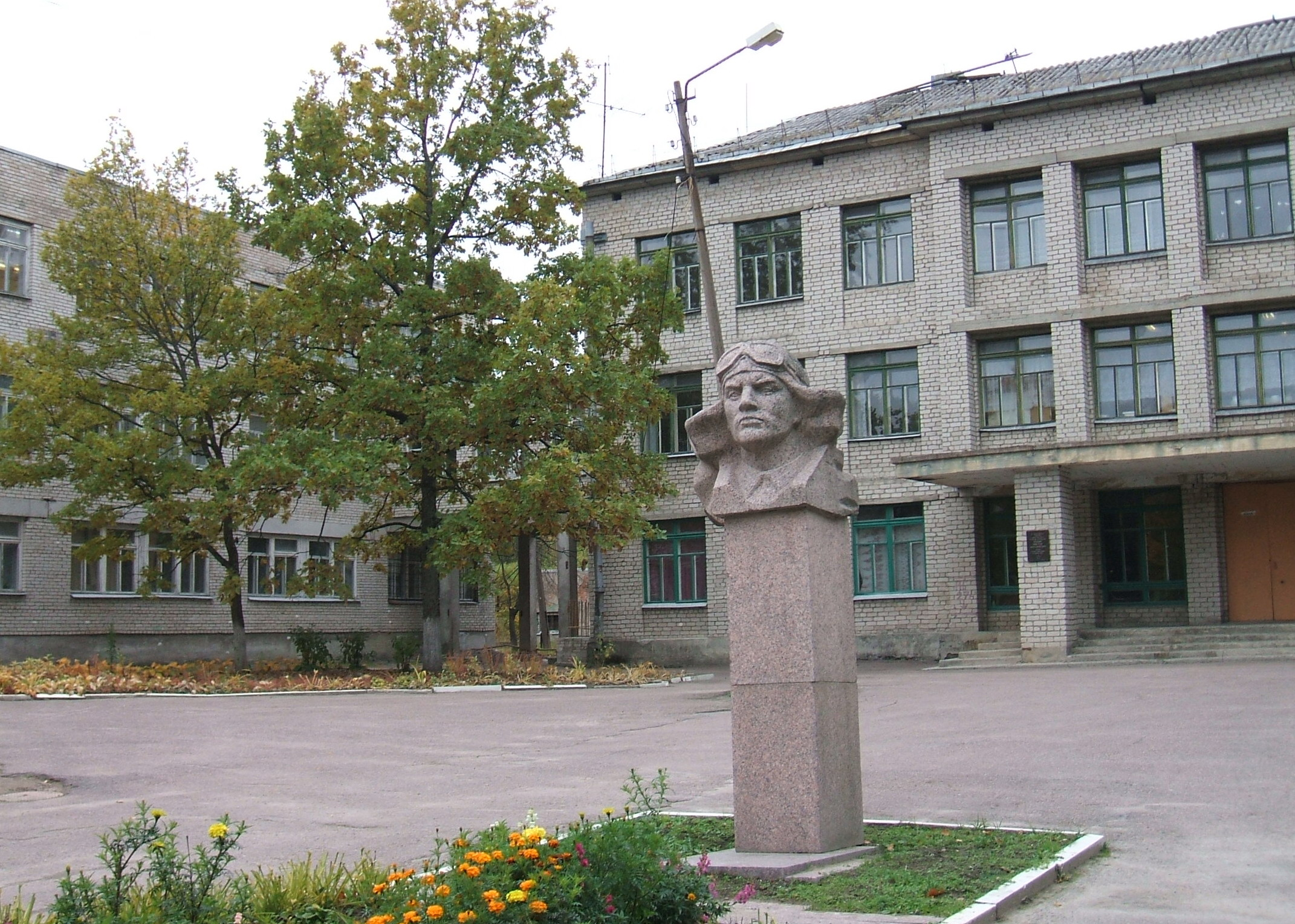
Школа
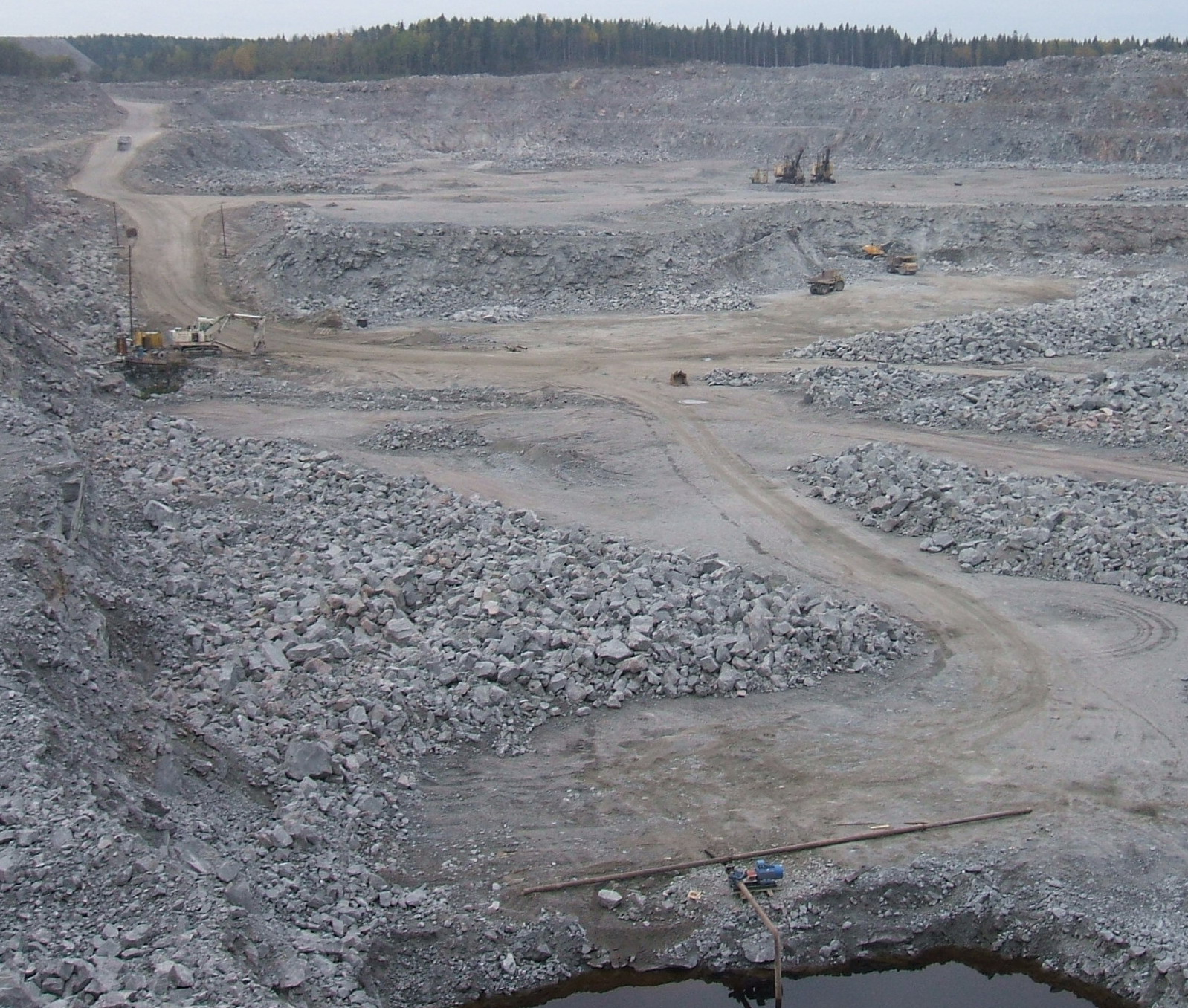
Карьер «Ровное»
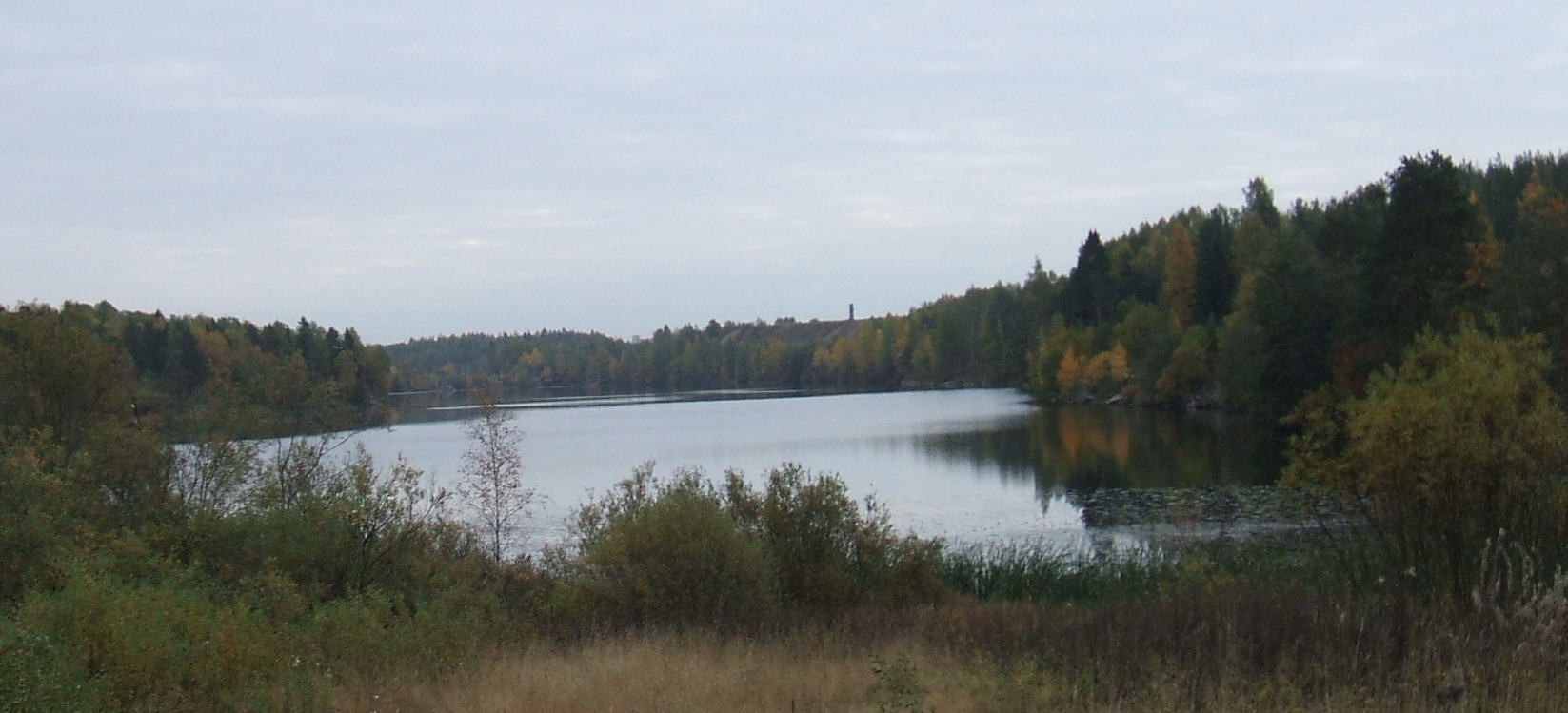
Озеро у станции
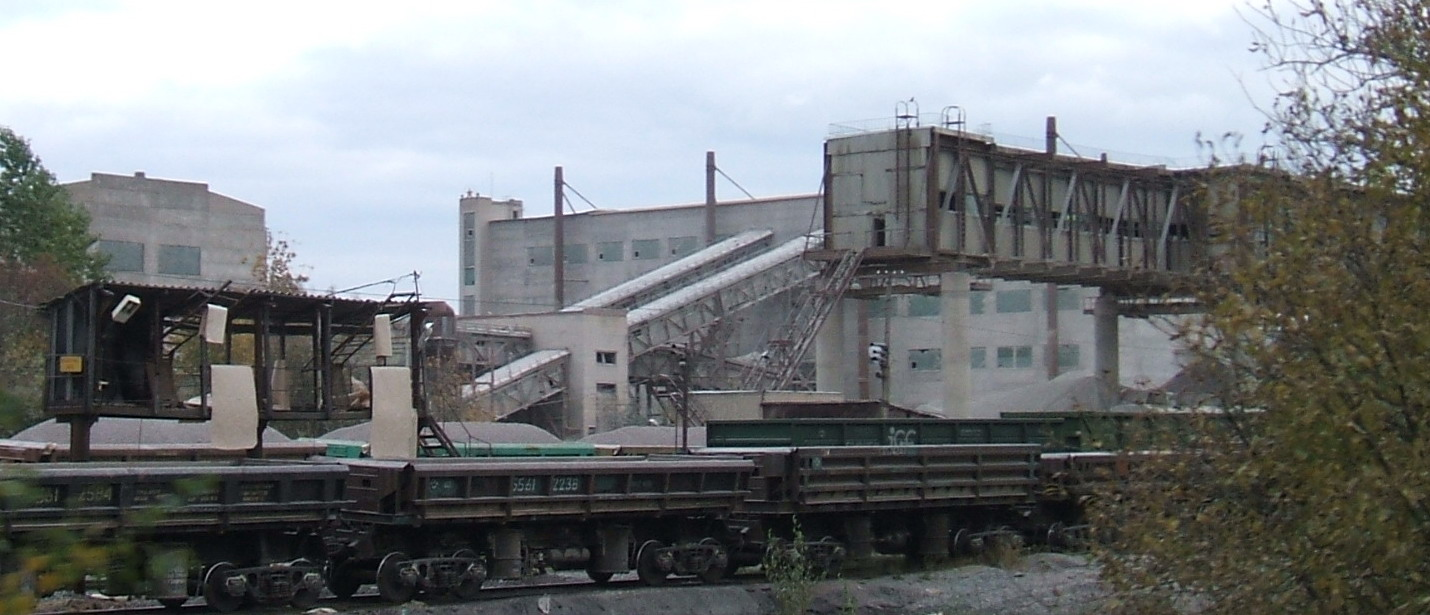
ДСЗ «Кузнечное»

## Улицы
Большая Боровская, Гагарина, Георгиевская, Железнодорожная, Заводская, Заозёрная, Зелёная, Ладожская, Молодёжная, Новостроек, Пионерская, Привокзальная, Приозерское шоссе, Садовая, Узкая, Центральная, Юбилейная.